# Corias (Pravia)
Corias (Courias en asturiano y oficialmente) es un parroquia del concejo de Pravia, en el Principado de Asturias (España). Alberga una población de 208 habitantes (INE 2011) en 184 viviendas. Ocupa una extensión de 10,75 km². 
Está situada en la zona sur del concejo, a 7 km de la capital, Pravia, a través de las carreteras AS-16 y AS-347.
Limita al norte con las parroquias de Arango, Sandamías y Pravia; al este, con las de Quinzanas y con la salense de San Justo de las Dorigas; al sur, con las también salenses de San Esteban de las Dorigas y Cornellana; y al oeste, con la de nuevo salense Villazón.
Su iglesia parroquial está dedicada a SAN COSME, y se celebra la romería de San Adriano de Corias el último dómingo del mes de septiembre. 

## Poblaciones
Según el nomenclátor de 2011, la parroquia comprende las poblaciones de:
- Las Campas (casería): 12 habitantes
- Corias (Courias en asturiano) (aldea): 77 habitantes
- Luerces (Lluerces) (aldea): 29 habitantes
- Palla (aldea): 19 habitantes
- Repolles (Repolles) (aldea): 43 habitantes
- Vegañán (Veigañán) (casería): 21 habitantes
- Villanueva (casería): 7 habitantes

Fuente: INE

Por otra parte, cabe destacar que la parroquia ha sufrido cambios respecto de la dependencia de algunas poblaciones. Así, Pascual Madoz atribuye en su diccionario a la parroquia de Corias únicamente los lugares de Corias, Villanueva y Octiz (este último puede entenderse como la actual Palla). Por su parte, Las Campas, Luerces y Repolles se encontraban, junto con los lugares de Cabrafigal, La Abeyera, y Villagonzay (esta última, hoy dependiente de Sandamías), en la entonces parroquia de Luerces; y Vegañán dependía de Quinzanas.

CORIAS (San Cosme): feligresía en la provincia de Oviedo (6 leguas), partido judicial y ayuntamiento de Pravia (3/4). SITUACIÓN: a la izquierda del río Narcea, en la falda del extremo oriental de la sierra de San Damías. combátenla todos los vientos. el CLIMA es sano, pues no se experimentan otras enfermedades comunes que reumas y catarros. Tiene 46 casas de mala fábrica, distribuidas en el lugar de su nombre, y en los de Villanueva y Octiz. Para surtido de los vecinos hay algunos manantiales de buenas aguas. La iglesia parroquial, dedicada a San Cosme, de la cual es aneja la de San Damías, se halla servida por un cura de ingreso y patronato laical: junto a la iglesia existe el cementerio. Confina el TÉRMINO al norte las feligresías de Arango y Pravia; al este la de Quinzanas; al sur la de Luerces; y al oeste la misma y la de San Damías. Le cruzan por la parte del sur el mencionado río Narcea, en el cual desaguan dos riachuelos poco considerables. El TERRENO es de buena calidad: comprende plantíos de castaños, algunos robles, árboles frutales y arbustos, y diferentes prados tanto de secano como de regadío. Además de los CAMINOS locales, atraviesa el término el que desde Pravia dirige a Cornellana y concejo de Miranda: el CORREO se recibe en Pravia. PRODUCCÓN: trigo, escanda, maíz, castañas, patatas, algún lino y otros frutos: se cría ganado vacuno, algún lanar y de cerda; hay caza de libres, perdices y otras aves, y pesca de diferentes clases. INDUSTRIA: la agrícola, 2 molinos harineros y varios pisones para limpiar la escanda. POBLACIÓN: 57 vecinos, 217 almas.
Diccionario geográfico-estadístico-histórico de España y sus posesiones de Ultramar. Pascual Madoz. Año 1849.